# Кенотаф Добрици Коџопељи у селу Луке
Кенотаф Добрици Коџопељи (†1876) у селу Луке (Општина Ивањица) налази се у на Лазовића гробљу у центру села Луке. Кенотафно обележје подигнуто је у знак сећања на Добрицу Коџопељу, учесника Првог српско-турског рата који је изгубио живот у бици на Шиљеговцу где је и сахрањен.
Споменик је рад каменоресца Мијаила Мила Поповића из Свештице.

## Опис споменика
Обележје је у облику стуба од пешчара. На источној страни, испод грчког крста уклесана је реч СПОМЕНИК. Епитаф се наставља у лучно надвишеној ниши, а завршава на десној бочној страни.
Споменик је релативно добро очуван, осим што је површина камена прекривена је лишајем.

## Епитаф
Натпис уклесан читким словима гласи:
СПОМЕНИК
Добрице Коџопеље из села Луке
бив: храброг Војника прве класе
батаљона Драгачевског
кои је у 32 Год. живота свог
за отаџбину славу и слободу
Браће своје Срба
борећи се против турака
погинуо у битци на Шиљеговцу
Округ Алексиначки 15 Сеп. 1876. Г.
Овај знак подижему ожалошћена мати Пауна.
а написао Мијаило Поповић из Свештице
под управљањем стараоца Его Андрије Коџопеље.